# 耶莱娜·贝戈维奇
耶莱娜·贝戈维奇（1970年—）是一位塞尔维亚的微生物学家，分子生物学家。她目前担任塞尔维亚共和国政府的科学、技术发展与创新部长。

## 职业生涯
她在贝尔格莱德完成了小学和中学教育。她在化学学院选择了研究与发展化学方向，但在第一年后转到贝尔格莱德大学生物学院。
在学习期间，她还在加拿大不列颠哥伦比亚大学度过了两年，之后回到塞尔维亚，在贝尔格莱德大学生物学院获得学位。
自1998年起，她在贝尔格莱德大学分子遗传学与遗传工程研究所工作。她于2002年获得硕士学位，并于2008年在生物学院完成了分子遗传学领域的博士学位。自2018年起，她担任高级研究员。
自2014年起，她担任分子遗传学与遗传工程研究所所长。她曾是该所分子微生物学实验室的负责人。在20多年中，她从事分子遗传学和生物技术领域的研究工作，并将研究应用于食品和制药行业等多个领域。
她在国际领先期刊上发表了60多篇科学论文，并积极参与多个科学学会。
自2011年起，她代表塞尔维亚共和国担任联合国成立的国际基因工程与生物技术中心的理事会成员，该中心在意大利、印度和南非设有分支机构。通过这一组织，多年来为资助科学项目、会议和塞尔维亚学生的教育提供了大量资金。
她积极参与技术转移过程的实施以及在塞尔维亚和地区的研究中引入创新概念。多年来，她积累了从实验室到市场的整个创新发展和商业化过程的经验和知识。
她是贝尔格莱德和尼什的“火眼”实验室建设项目的协调员，该项目于2020年启动，增强了塞尔维亚在疫情期间的检测能力。
在国家的支持下，她于2021年在研究所建立了基因测序和生物信息学中心，从而使塞尔维亚开始建立国家基因组数据银行。
她是BIO4校园项目的主要创意发起人，该项目得到了塞尔维亚共和国政府的支持，旨在将研究人员、企业家和公司围绕一个理念，即通过生物医学和生物技术的发展来推动塞尔维亚的发展。请参见科学、技术发展与创新部网站。